# 아키모토 히로토모

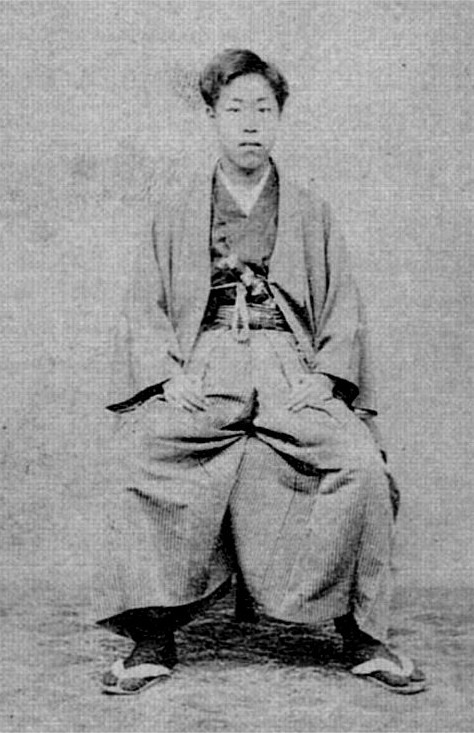
아키모토 히로토모

아키모토 히로토모(秋元礼朝)는 막말의 다이묘이다. 고즈케 다테바야시번 마지막 번주. 다테바야시 번 아키모토 종가 제11대 당주.
다테바야시 선대 번주 아키모토 유키토모는 양부이며 친부는 가케가와번주 오타 스케토모이다.
| 전임 아키모토 유키토모 | 제2대 다테바야시번 번주 (아키모토 가) 1864년 ~ 1871년 | 후임 폐번치현 |